# Scaptius sanguistrigata
Scaptius sanguistrigata är en fjärilsart som beskrevs av Paul Dognin 1910. Scaptius sanguistrigata ingår i släktet Scaptius och familjen björnspinnare. Inga underarter finns listade.